# Việt Bắc (bài thơ)
Xem các nghĩa khác về Việt Bắc tại bài Việt Bắc (định hướng)
Việt Bắc là một bài thơ lục bát dài 150 câu, cấu trúc theo hình thức đối đáp của lối hát giao duyên trong dân ca, do nhà thơ Tố Hữu sáng tác năm 1954 và được xuất bản trong tập thơ mang tên Việt Bắc.

## Hoàn cảnh sáng tác
Hiệp định Genève được ký kết (tháng 7 năm 1954), hòa bình trở lại. Tháng 10 năm 1954, Hồ Chí Minh, các cơ quan trung ương của Đảng Cộng sản Việt Nam và chính phủ rời chiến khu Việt Bắc trở về Hà Nội, nhân sự kiện có tính chất lịch sử này, Tố Hữu sáng tác bài thơ Việt Bắc.

## Đặc điểm

### Nội dung
Về nội dung, "Việt Bắc" là một bài thơ trữ tình cách mạng, Tố Hữu đã diễn tả một cách hình tượng hóa trong bài thơ Việt Bắc mối tình trong 15 năm của hai nhân vật văn học là chiến khu Việt Bắc với người cán bộ cách mạng, như một mối tình riêng mà người cán bộ cách mạng và Việt Bắc là đôi bạn tình; cũng là nỗi nhớ quê hương và con người Việt Bắc của người cán bộ cách mạng, nhớ những kỉ niệm kháng chiến khó khăn hào hùng. Buổi chia tay ngậm ngùi, da diết và nhớ nhung:
Mình về, rừng núi nhớ ai
Trám bùi để rụng, măng mai để già
Mình đi, có nhớ những nhà
Hắt hiu lau xám, đậm đà lòng son
Bài thơ cũng đồng thời thể hiện niềm tin yêu, hy vọng tràn đầy vào viễn cảnh tươi sáng của dân tộc từ cán bộ, đồng bào với chiến khu Việt Bắc, với cụ Hồ, với cách mạng:
Ở đâu u ám quân thù
Nhìn lên Việt Bắc, cụ Hồ sáng soi.
Ở đâu đau đớn giống nòi
Trông về Việt Bắc mà nuôi chí bền

### Nghệ thuật
Về nghệ thuật, bài thơ Việt Bắc sử dụng thể thơ lục bát với những hình ảnh ví von, so sánh gần với lời ăn tiếng nói của dân tộc. Ngôn ngữ thơ giàu hình ảnh và nhạc điệu, âm hưởng trữ tình, thiết tha, da diết:
Mình đi, mình lại nhớ mình
Nguồn bao nhiêu nước, nghĩa tình bấy nhiêu
...Rừng xanh hoa chuối đỏ tươi
Đèo cao nắng ánh dao gài thắt lưng
Những trường đoạn trong bài gần gũi như những câu ca dao, giọng điệu kể chuyện kết hợp đối thoại mình với ta, tương tự cách thức thể hiện của những bài hát đối:
Mình về thành thị xa xôi
Nhà cao còn thấy núi đồi nữa chăng?
Phố đông còn nhớ bản làng?
Sáng đèn còn nhớ mảnh trăng giữa rừng?
Mình đi ta hỏi thăm chừng
Bao giờ Việt Bắc tưng bừng thêm vui?

## Tranh luận về tập thơViệt Bắc
Trên tờ Văn nghệ số 67 ra ngày 1 tháng 4 năm 1955, trong bài Tập thơ Việt Bắc thiếu chất sống thực tế Hoàng Cầm đã phê phán bài thơ Việt Bắc với những nhận định: "cô đơn vắng vẻ, đó là hai cảm giác của bài thơ gợi ra"; "... trả lời thì gượng quá và hơi loanh quanh" (Đường về đây đó gần thôi / Hôm nay rời bản về nơi thị thành); "... bài thơ "Việt Bắc" đã dựng lên cảnh chia ly ấy và bồi thêm mũi kim đau xót vào chỗ yếu đuối nhất của lòng người"; và "bài thơ vớt vát lại ở hai câu kết giả tạo, gượng ép" (Cầm tay nhau hát vui chung / Hôm sau mình nhé, hát cùng Thủ đô).
"Những vần thơ miêu tả hình ảnh thiên nhiên trong bài thơ Việt Bắc của Tố Hữu có thể so sánh với bất cứ hình ảnh thiên nhiên nào trong thơ cổ điển" (Hoài Thanh)